# Нырцев, Михаил Петрович
Михаил Петрович Нырцев (1912 — ?) — советский государственный деятель, горный инженер, начальник комбината «Сталинуголь», председатель Государственного комитета Совета Министров УССР по надзору за безопасным ведением работ в промышленности и горному надзору. Депутат Верховного Совета УССР 4-го созыва.

## Биография
Родился в семье шахтера. Трудовую деятельность начал в четырнадцатилетнем возрасте лампоносом шахты № 8 Черногорского рудоуправления Западно-Сибирского края РСФСР. Затем работал учеником забойщика и забойщиком на шахте.
В 1936 году окончил Томский индустриальный институт.
С 1936 года — помощник начальника участка, начальник участка, помощник главного инженера шахты имени Кирова, главный инженер шахты имени Сталина треста «Кузбассуголь». С 1939 года работал руководителем горной группы технического отдела комбината «Кузбассуголь».
Член ВКП(б) с 1940 года.
Во время Великой Отечественной войны находился в рядах Красной армии.
В 1943—1954 — заместитель начальника технического отдела комбината «Сталинуголь» Сталинской области; начальник технического управления комбината «Сталинуголь»; управляющий треста «Макеевкауголь» Сталинской области; главный инженер угольного комбината «Сталинуголь» Сталинской области.
С 1954 года — начальник угольного комбината «Сталинуголь» Сталинской области.
К 1965 — 1-й заместитель председателя Совета народного хозяйства Сталинского (Донецкого) административного района (Сталинского-Донецкого совнархоза).
В 1965—1969 — заместитель министра угольной промышленности Украинской ССР.
15 января 1969 — 26 декабря 1975 года — председатель Государственного комитета Совета Министров Украинской ССР по надзору за безопасным ведением работ в промышленности и горному надзору.
С декабря 1975 года — на пенсии.

## Награды
- орден Ленина
- два ордена Трудового Красного Знамени
- медали